# René Vermandel
René Vermandel, född den 23 mars 1893 i Zelzate, död den 20 april 1958 i Anderlecht, var en belgisk tävlingscyklist som var professionell från 1920 till 1031. Hans främsta meriter är två segrar i Liège–Bastogne–Liège (1923 och 1924) och en i Flandern runt (1921). Därtill blev han totalsegrare i Belgien runt två gånger, vinnare av Scheldeprijs två gånger och belgisk mästare i linjelopp två gånger.

## Meriter

### Landsväg
| 1913 5:a i Liège–Bastogne–Liège 1920 3:a i linjelopp vid Belgiska mästerskapen 3:a i Paris–Bryssel 8:a i Paris–Tours 10:a totalt i Belgien runt Vinnare av etapperna 3 och 4 1921 Vinnare av Flandern runt Vinnare totalt av Belgien runt Vinnare av etapp 3 Vinnare av Scheldeprijs Vinnare av Schaal Sels Vinnare av Paris–Dijon Vinnare av De Drie Zustersteden 2:a i linjelopp vid Belgiska mästerskapen 2:a i Critérium des As 4:a i Paris–Roubaix 1922 Vinnare totalt av Belgien runt Vinnare av etapperna 1, 2 och 3 Belgisk mästare i linjelopp Vinnare av Critérium des As Vinnare totalt av Criterium du Midi Vinnare av etapperna 1, 2 och 3 Vinnare av Jemeppe–Marche–Jemeppe 3:a i Paris–Bryssel | 1923 Vinnare av Liège–Bastogne–Liège Vinnare av Schaal Sels Vinnare totalt av Circuit de Champagne Vinnare av etapperna 1 och 2 Vinnare av Circuit de Paris 2:a i Paris–Roubaix 3:a i linjelopp vid Belgiska mästerskapen 5:a totalt i Belgien runt Vinnare av etapp 4 1924 Belgisk mästare i linjelopp Vinnare av Liège–Bastogne–Liège Vinnare av Scheldeprijs Vinnare av etapperna 1 och 5 i Belgien runt Vinnare av etapp 3 i Criterium du Midi 2:a i Flandern runt 3:a i Schaal Sels 1925 Vinnare totalt av Criterium du Midi Vinnare av etapp 1 3:a i Schaal Sels 1926 Vinnare av Rund um Leipzig 2:a i Schaal Sels 1927 Vinnare av Rund um Leipzig 1928 3:a totalt i Belgien runt Vinnare av etapp 3 |

| 1921 Belgisk mästare i cykelcross                                                                     | \| 1926 2:a i Gents sexdagars med Victor Standaert 1927 Vinnare av Bryssels sexdagars med Pierre Rielens \| 1929 3:a i Dortmunds sexdagars med Jules Van Hevel 1930 2:a i Bryssels sexdagars med Jef Wauters \| |
| 1926 2:a i Gents sexdagars med Victor Standaert 1927 Vinnare av Bryssels sexdagars med Pierre Rielens | 1929 3:a i Dortmunds sexdagars med Jules Van Hevel 1930 2:a i Bryssels sexdagars med Jef Wauters |